# Echinoclathria reticulata
Echinoclathria reticulata är en svampdjursart som först beskrevs av Patricia R. Bergquist och Fromont 1988.  Echinoclathria reticulata ingår i släktet Echinoclathria och familjen Microcionidae. Inga underarter finns listade i Catalogue of Life.